# Světla Čmejrková
Světla Čmejrková (ur. 9 lutego 1950 w Czeskich Budziejowicach, zm. 28 grudnia 2012) – czeska językoznawczyni, pracownica naukowa Instytutu Języka Czeskiego.
Ukończyła studia na Wydziale Filozoficznym Uniwersytetu Karola (rusycystyka i anglistyka) (1968–1973). W 1975 r. otrzymała „mały doktorat” (PhDr.), w 1986 r. uzyskała stopień kandydata nauk, w 2002 r. zaś została doktorem nauk. W latach 80. i 90. XX w. skoncentrowała się na języku czeskim, często współpracując z Františkiem Danešem.
Jako długoletni pracownik Instytutu Języka Czeskiego wniosła duży wkład w bohemistykę. W swojej pracy naukowej poruszała tematy z zakresu stylistyki, lingwistyki tekstu, analizy dyskursu, socjolingwistyki, pragmalingwistyki, a także gramatyki. Zajmowała się również problematyką feminatywów i męskiej dominacji językowej.
Autorka monografii Reklama v češtině, čeština v reklamě (2000), współautorka licznych publikacji zbiorowych, np. Český jazyk na přelomu tisíciletí (1997), Jak napsat odborný text (1999), Jazyk, média, politika (2003). Redaktorka czasopism językoznawczych, członkini stowarzyszeń naukowych.

## Publikacje
- S. Čmejrková: Reklama v češtině. Čeština v reklamě. 2000 ISBN 80-85927-75-6
- S. Čmejrková: Jazyk literatury
- S. Čmejrková: Jazyk reklamy
- S. Čmejrková, J. Hoffmannová: Jazyk, média, politika. 2003 ISBN 80-200-1034-3
- S. Čmejrková: Výslovnost cizích jmen a přechylování
- S. Čmejrková, F. Daneš, J. Kraus, I. Svobodová: Čeština, jak ji znáte i neznáte. 1996 ISBN 80-200-0589-7
- S. Čmejrková, F. Daneš, J. Světlá: Jak napsat odborný text. 1999 ISBN 80-85927-69-1